# China Open (snooker)
China Open je profesionální bodovaný snookerový turnaj hrající se na jaře koncem března a začátkem dubna, jde tak o poslední bodovaný turnaj před Mistrovstvím světa. Od roku 2005 se nepřetržitě koná v Pekingu, v minulosti byl k vidění i v Šanghaji a Šen-čenu.

## Historie
Jedná se o první pořádaný turnaj v Číně, jehož původní název zněl Catch China Challenge, a který má svůj původ v Thailand Classic. Ještě v roce vzniku došlo k přejmenování turnaje na China International a následující sezónu ke změně statusu z nebodovaného na bodovaný turnaj. V sezóně 1999/2000 pak došlo k dalšímu přejmenování, tentokrát již na China Open se zachováním statusu. Po turnaji v roce 2001 byla akce přerušena. V sezóně 2004/2005 došlo k znovuobnovení. Na divokou kartu byli pozváni tři čínští hráči, mezi nimi i tehdy 18letý Ding Junhui, jemuž se nakonec podařilo turnaj vyhrát.

## Vítězové
| Rok                                     | Vítěz                                   | Poražený                                | Skóre                                   | Sezóna                                  |
| China International (Nebodovaný turnaj) | China International (Nebodovaný turnaj) | China International (Nebodovaný turnaj) | China International (Nebodovaný turnaj) | China International (Nebodovaný turnaj) |
| --------------------------------------- | --------------------------------------- | --------------------------------------- | --------------------------------------- | --------------------------------------- |
| 1997                                    | Steve Davis                             | Jimmy White                             | 7-4                                     | 1997/98                                 |
| China International (Bodovaný turnaj)   |                                         |                                         |                                         |                                         |
| 1999                                    | John Higgins                            | Billy Snaddon                           | 9-3                                     | 1998/99                                 |
| China Open (Bodovaný turnaj)            |                                         |                                         |                                         |                                         |
| 1999                                    | Ronnie O'Sullivan                       | Stephen Lee                             | 9-2                                     | 1999/00                                 |
| 2000                                    | Ronnie O'Sullivan                       | Mark Williams                           | 9-3                                     | 2000/01                                 |
| 2001                                    | Mark Williams                           | Anthony Hamilton                        | 9-8                                     | 2001/02                                 |
| 2005                                    | Ding Junhui                             | Stephen Hendry                          | 9-5                                     | 2004/05                                 |
| 2006                                    | Mark Williams                           | John Higgins                            | 9-8                                     | 2005/06                                 |
| 2007                                    | Graeme Dott                             | Jamie Cope                              | 9-5                                     | 2006/07                                 |
| 2008                                    | Stephen Maguire                         | Shaun Murphy                            | 10-9                                    | 2007/08                                 |
| 2009                                    | Peter Ebdon                             | John Higgins                            | 10-8                                    | 2008/09                                 |
| 2010                                    | Mark Williams                           | Ding Junhui                             | 10-6                                    | 2009/10                                 |
| 2011                                    | Judd Trump                              | Mark Selby                              | 10-8                                    | 2010/11                                 |
| 2012                                    | Peter Ebdon                             | Stephen Maguire                         | 10-9                                    | 2011/12                                 |
| 2013                                    | Neil Robertson                          | Mark Selby                              | 10-6                                    | 2012/13                                 |
| 2014                                    | Ding Junhui                             | Neil Robertson                          | 10-5                                    | 2013/14                                 |
| 2015                                    | Mark Selby                              | Gary Wilson                             | 10-2                                    | 2014/15                                 |
| 2016                                    | Judd Trump                              | Ricky Walden                            | 10-4                                    | 2015/16                                 |
| 2017                                    | Mark Selby                              | Mark Williams                           | 10-8                                    | 2016/17                                 |
| 2018                                    |                                         |                                         |                                         | 2017/18                                 |